# Microsema carolinata
Microsema carolinata là một loài bướm đêm trong họ Geometridae.